# Graveyard poets
De Graveyard poets, ('Kerkhofdichters', ook wel gerangschikt onder de naam 'Graveyard School') waren een groep Engelse dichters uit de 18e eeuw. Zij worden gerekend tot de stroming van de preromantiek.
Kenmerkend voor de kerkhofdichters was dat hun werk somber, melancholiek en beschouwend van aard was. De vergankelijkheid van het bestaan, sterfelijkheid en alles wat daaraan gerelateerd was, zoals begraafplaatsen, doodskisten, grafschriften en dergelijke stonden centraal. Zij vormden daarmee een voorbode van de later in de 18e eeuw en aan het begin van de 19e eeuw ontstane gothic novel.
Een nog altijd veel geciteerd voorbeeld van dergelijke in wezen al romantische poëzie is Elegy Written in a Country Churchyard van Thomas Gray. Een extremer voorbeeld is te vinden in Night Thoughts van Edward Young.
Andere dichters die tot de school worden gerekend zijn Thomas Parnell (A Night-Piece on Death, 1721), Thomas Warton, Thomas Percy, James Macpherson, Robert Blair, William Collins, Thomas Chatterton, Mark Akenside, Joseph Warton en Henry Kirke White.
Zie ook: Elegie